# Gabriel Císcar
Gabriel Císcar y Císcar (Oliva, province de Valence, 1760 -Gibraltar, 1829) était un officier de marine, mathématicien, enseignant, homme politique et poète espagnol, connu pour avoir été le promoteur d’une formation scientifique approfondie pour les officiers de la marine espagnole.
Se destinant d’abord aux études de droit, il s’inscrivit en octobre 1777 à l’Académie des gardes-marines de Carthagène, alors récemment créée, puis, versé dans la marine de guerre, participa à des opérations militaires contre l’Angleterre. Vers le milieu de la décennie 1785, il fut chargé par la marine espagnole de mettre sur pied un Cursus de hautes études (Curso de Estudios Mayores) à Carthagène, afin de pouvoir constituer (selon une idée conçue au milieu des années 1770, mais qui n’aboutit pas alors) un groupe choisi d’officiers de marine scientifiquement formés dans les principes de la navigation et dans les matières connexes, et aptes ainsi à intégrer les différentes commissions scientifiques nécessaires à la marine espagnole. Ledit cursus, qui avait recours aux meilleurs ouvrages européens de l’époque et dans le cadre duquel étaient enseignées toutes matières scientifiques utiles (physique théorique et expérimentale, mécanique, hydrostatique, optique, astronomie, etc., sans délaisser les fondamentaux mathématiques, dont l’algèbre), se prolongera de début 1785 jusqu’en février 1789, selon un plan d’études fixé par Císcar lui-même. Celui-ci, qui avait pris en 1788 la direction de l’Académie des gardes-marines, se vouait désormais à plein temps à l’enseignement des mathématiques, faisant paraître en même temps divers travaux dans sa spécialité. En particulier, il rédigea, pour les besoins de son enseignement, trois manuels consacrés, respectivement, à l’arithmétique (1795), à la cosmographie (1796) et à la trigonométrie sphérique (1796). Pourtant, son œuvre didactique principale allait être son Curso de Estudios elementales de Marina, qui fut rendu obligatoire dans toutes les écoles de navigation du royaume et connaîtra au total sept éditions, la dernière en 1873. Par ailleurs, il s’attela à achever et actualiser un traité connu de Jorge Juan, de qui il était l’admirateur.
Císcar présida la commission espagnole chargée de participer à Paris en 1798 à l’établissement du système métrique décimal. Rentré en Espagne, il publia un Mémoire pour faire connaître les nouveaux étalons, en soulignant la rationalité du système nouvellement établi et proposant, pour en faciliter l’acceptation en Espagne, des dénominations espagnoles pour les nouvelles unités.
La Campagne de Napoléon Ier en Espagne poussa Císcar à s’engager dans la politique et à accepter en janvier 1810 le poste de ministre de la Marine dans le Conseil de régence mis en place pour résister à l’envahisseur, et accessoirement pour mener des réformes libérales. Après le coup d’État de mai 1813, par lequel Ferdinand VII reprit le pouvoir absolu, Císcar, inquiété par les nouvelles autorités, fut condamné au confinement intérieur. Au lendemain du pronunciamiento libéral de 1820, il vint de nouveau à occuper de hautes fonctions politiques, ce qu’il paya, après la restauration absolutiste de 1823, par une condamnation à mort, à laquelle il réchappa de justesse. Toute amnistie lui étant refusée, il mourut en exil à Gibraltar, où il avait trouvé refuge.

## Biographie

### Origines et carrière d’enseignant
Gabriel Císcar y Císcar était le deuxième enfant masculin de Pedro Císcar Fernández de Mesa et de Rosa Císcar Pascual, tous deux issus d’une famille de hidalgos, et le neveu de l’illustre savant Gregorio Mayans y Císcar.
Il fréquenta l’École de grammaire de sa ville natale, puis le Collège-séminaire andrésien de Valence, et entreprit ensuite des études de droit à l’université ; cependant, il abandonna ces études pour entrer en octobre 1777 à l’Académie des gardes-marines de Carthagène alors récemment créée. S’étant embarqué, à l’issue de son cursus, en voyage d’apprentissage en 1788, il lui fut donné de participer à plusieurs missions s’inscrivant dans le contexte de la guerre avec l’Angleterre, dont notamment le blocus de Gibraltar et l’expédition de José Solano en Amérique. Il monta au grade d’enseigne de vaisseau en 1782, puis, l’année suivante, la guerre terminée, fut requis de retourner à l’Académie des gardes-marines de Carthagène afin d’y suivre, aux côtés de neuf autres officiers, un cursus d’études avancées.
Ce cursus, dénommé « Cours de hautes études » (Curso de Estudios Mayores), mis en place en 1783 dans les trois Académies espagnoles de gardes-marines, datait de l’arrivée de Jorge Juan au commandement de ce qui était alors l’unique Compagnie de gardes-marines, établie à Cadix, où il procéda à une réforme des études et s’efforça de former un groupe choisi d’officiers de marine « scientifiques », très versés dans les principes de la navigation et dans les matières connexes, telles que la mécanique et l’astronomie, et aptes ainsi à intégrer les différentes commissions scientifiques nécessaires à la marine espagnole. Cependant, vers le milieu de la décennie 1770, le projet de Jorge Juan ne prit pas forme, et la marine continuait ainsi de manquer d’un organisme consultatif en matière scientifique et technologique. De surcroît, la navigation venait de connaître cette importante innovation que constituaient les deux méthodes de détermination de la longitude du navire en mer, détermination jusque-là impraticable, par l’usage de chronomètres marins et par la méthode dite « des distances lunaires ». Aussi, en un moment où était devenue patente l’urgente nécessité de contrôler les frontières de l’Empire espagnol et les itinéraires de navigation face à l’irruption d’expéditions françaises et anglaises dans le Pacifique, le susdit cursus fut-il enfin organisé et inauguré à l’Académie de Carthagène par son directeur Jacinto Ceruti, puis dispensé de fin août 1783 jusqu’en mai 1786. Císcar, quant à lui, avait étudié en autodidacte, s’étant approprié par lui-même un savoir, ce qui rendait superflu sa fréquentation du cours ; ce fut même à lui (qui venait d’être nommé adjudant de la Compagnie de gardes-marines) que l’on fit appel pour diriger le deuxième Cursus de hautes études à Carthagène, qui se prolongera de début 1785 jusqu’en février 1789, selon un plan d’études fixé par lui qui lui valut l’approbation unanime des directeurs des trois Académies. Essentiellement, il s’agissait d’un plan qui, sans délaisser les fondamentaux mathématiques, était axé sur la physique, tant théorique qu’expérimentale, et sur l’astronomie, en recourant à des manuels figurant parmi les meilleurs ouvrages européens de l’époque ; étaient enseignés également l’algèbre finie et le calcul infinitésimal, la mécanique et l’hydrostatique, et leurs applications à la construction navale, et enfin l’optique. Císcar se vouait désormais à plein temps à l’enseignement et fit paraître divers travaux dans sa spécialité, mais également dans le domaine nautique, tout en fréquentant aussi les milieux littéraires de Carthagène et en publiant des œuvres de littérature. 
Lorsque plus tard, en 1807, Manuel Godoy eut été désigné amiral général de la marine, Císcar fut nommé capitaine de la Compagnie des gardes-marines de Carthagène et chargé de rédiger un nouveau plan d’études en vue de restaurer le cursus d’Études majeures, interrompu en 1793 par suite de la guerre avec la France. Il achèvera la mise au point de ce plan l’année suivante, toutefois la situation politique empêchera sa mise en œuvre.
Císcar épousa en septembre 1787 à Carthagène Ana Agustina Berenguer de Marquina y Ansoátegui, fille de don Félix Berenguer de Marquina, ancien gouverneur des Philippines et futur vice-roi de Nouvelle-Espagne, avec qui il eut sept enfants, dont deux seulement atteindront l’âge adulte.
En avril 1788, il prit la direction de l’Académie des gardes-marines, et dans le même temps devint professeur en premier de mathématiques, occupant ce poste pendant dix ans. Pour les besoins de son enseignement, il rédigea trois manuels consacrés, respectivement, à l’arithmétique (1795), à la cosmographie (1796) et à la trigonométrie sphérique (1796). Pourtant, son œuvre didactique principale allait être son Curso de Estudios elementales de Marina ; compte tenu des qualités didactiques de Císcar, la rédaction lui en avait été confiée par la marine espagnole après qu’à partir de 1790 celle-ci eut décidé d’avoir désormais la haute main sur les enseignements dispensés dans toutes les écoles de navigation d’Espagne, fixant à cette fin un plan d’études obligatoire, et après qu’était du même coup apparue la nécessité d’un manuel élémentaire, d’usage général, mais néanmoins complet, couvrant ces matières. Des six traités qu’il était prévu que compterait l’ouvrage, seuls ceux traitant d’arithmétique, de géométrie, de cosmographie et de pilotage seront publiés, et leur utilisation décrétée obligatoire en 1805. Réédité en 1811, le Curso connut au total sept éditions, la dernière en 1873. Císcar, admirateur déclaré de l’œuvre de Jorge Juan, inclut son Examen marítimo (de 1771) dans le Cursus de hautes études. Nommé capitaine de frégate cette même année, il fut encouragé à achever l’ouvrage de Jorge Juan, à l’effet de quoi on le dispensa fin décembre 1791 de ses tâches d’enseignement. En 1793 parut son édition annotée du premier volume de Jorge Juan, laquelle édition, davantage qu’un simple traité de mécanique, avait la particularité de viser à appliquer la mécanique à la construction navale, ce qui laisse supposer une bonne part de recherches de la part de Císcar et revenait en pratique, vu les multiples annotations, corrections et ajouts de Císcar, à rédiger un traité nouveau. Dans son livre Explicación de varios métodos gráficos de 1803, il plaida pour l’adoption en Espagne de la méthode de détermination de la longitude dite « des distances lunaires », mise au point à la fin du XVIIIe siècle.

### Action en faveur du système décimal
Císcar présida la commission espagnole chargée de participer à Paris en 1798 à l’établissement du système métrique décimal, ce dont il tirera orgueil tout le reste de sa vie. La nécessité d’un ensemble unifié de poids et mesures, à usage le plus large possible, était devenue pressante vers la fin du XVIIIe siècle, pour des raisons politiques et économiques, mais aussi scientifiques, évidentes. Quand en 1798, une tentative fut entreprise par la France de diffuser internationalement un tel système, des représentants des nations alors neutres ou alliées furent conviées à se rendre à Paris pour assister à une réunion que l’on a pu qualifier de premier congrès scientifique international. Au nom de l’Espagne, le ministère de la Marine désigna Císcar comme son représentant, quoique peu après le ministère d’État nomma en plus un autre délégué, le mathématicien Agustín de Pedrayes, professeur au Séminaire royal des Nobles. Císcar arriva à Paris le 7 octobre 1798, et alla faire partie quelques jours plus tard d’une commission appelée à examiner les travaux effectués en vue de fixer les étalons, à procéder aux calculs définitifs et à diriger la confection des prototypes. Après que le travail eut été réparti sur plusieurs sous-commissions, Císcar intervint dans celle chargée de fixer la longueur définitive du mètre. Les travaux s’achevèrent par la présentation officielle des nouveaux étalons le 22 juin 1799, encore que la commission eût à prolonger ses réunions pendant le mois de juillet. Císcar termina son séjour à Paris en s’occupant à superviser la confection de quatre jeux supplémentaires des nouveaux étalons.
À son retour à Madrid, Císcar se vit décerner l’ordre de Charles III (Espagnol : orden de Carlos III) et publia un Mémoire pour faire connaître les nouveaux étalons, défendant la rationalité du système nouvellement établi et proposant des dénominations espagnoles pour ses unités, question tout sauf anodine car, abstraction faite des considérations linguistiques, une nomenclature mal acceptée était susceptible de compliquer davantage encore l’implantation, déjà fort malaisée, dans la vie publique espagnole d’un nouvel ensemble de poids et mesures. Ces considérations le portèrent à proposer, bien que préférant les termes dérivés du grec et du latin, d’autres termes présentant une ressemblance avec les vieilles mesures existantes. De fait, le système métrique ne sera légalement adopté en Espagne qu’en 1849, et son caractère obligatoire devra être réitéré en 1892.

## Activité politique

### Guerre de l’Indépendance
Les événements de 1808 incitèrent Gabriel Císcar à quitter le milieu scolaire et à s’engager dans la politique. Au lendemain des dénommées abdications de Bayonne, survenues le 23 mars 1808, le peuple de Carthagène se souleva en faveur de Ferdinand VII, et un Comité de gouvernement (Junta Gubernativa) fut institué composé d’autorités civiles et militaires et de représentants du peuple, comité duquel Císcar alla faire partie. Il fut membre également de la Junta de Guerra mise sur pied quelques jours après, puis participa à la Junta General Militar, créée au sein de la Junta Central. Fin février 1809, il fut promu chef d’escadre et alla siéger dans le Supremo Consejo de Guerra y Marina (Conseil suprême de guerre et de marine) récemment créé, mais dut peu de jours après se transporter à Carthagène à la suite de sa nomination comme gouverneur militaire et politique de cette ville. Le 10 janvier 1810, il fut nommé ministre de la Marine, poste dont il resta titulaire jusqu’au 23 octobre 1811, encore que durant tout ce laps de temps il fût resté à Carthagène et qu’il n’en vînt jamais à une prise de fonction effective. Son retrait de ce poste sera suivi d’une nouvelle nomination comme membre du deuxième Conseil de régence mis en place entre 1811 et 1812 par les Cortes de Cadix, où il siégea aux côtés du général Blake, alors chef de l’Armée du centre, et de l’officier de marine Pedro Agar y Bustillo, commandant des Compagnies de gardes-marines. Il remplit cette fonction jusqu’à la dissolution du Conseil en janvier 1812. Il fut alors intégré dans le Conseil d’État et à partir du 8 mars 1813 fit partie de la quatrième Régence, conjointement avec Pedro Agar et le cardinal Louis Marie de Bourbon.

### Restauration monarchique
Ferdinand VII franchit la frontière le 13 mars 1813, et, bénéficiant bientôt de manifestations d’allégeance en grand nombre, se prépara à reprendre le pouvoir absolu, ce à quoi il parvint au moyen du coup d’État du 4 mai. Les Cortès et leur législation furent annulées et les libéraux poursuivis, y compris Pedro Agar et Gabriel Císcar, qui furent mis en détention le 11 mai. Dans un premier temps, on ne trouva aucun motif à faire passer Císcar en jugement, et on se borna à le frapper d’une mesure de proscription à Murcie, changé en proscription à Carthagène sur les instances de l’intéressé. Entre-temps cependant, on préparait le dossier d’accusation, et Císcar fut arrêté le 29 octobre et transféré à Madrid, où il dut faire face, au même titre que les autres libéraux, à une série d’accusations de nature politique et à peu près sans fondement. Le 15 décembre, il fut finalement condamné par le roi au bannissement intérieur, à savoir dans sa ville natale d’Oliva, où il résidera jusqu’à 1820. Sur ces entrefaites, en mai 1816, son épouse Ana Agustina était décédée, et Císcar convola en secondes noces l’année suivante avec Teresa Císcar de Oriola, de qui il aura deux filles.

### Période libérale et exil
À la suite du pronunciamiento libéral de 1820, Císcar, qui s’était retiré de la politique, fut nommé le 18 mars conseiller d’État. Le 17 juin 1820, il fut promu lieutenant-général, point culminant de sa carrière dans la marine, et se vit octroyer le 6 novembre la Grande Croix de Saint-Herménégilde. Vers la même époque, sa santé commença à se détériorer, ce qui le porta à retourner à Oliva en décembre 1820, où il demeura près d’un an. 
L’intervention militaire française de 1823, qui visait à restaurer le pouvoir de Ferdinand VII et prit la forme des dénommés Cent mille fils de Saint-Louis, ne rencontra guère d’opposition lors de son avancée en Espagne, obligeant les Cortes, et avec elles le roi, à se transporter à Séville. Face au refus du roi de se rendre de là à Cadix, où les Cortes escomptaient pouvoir renouveler la résistance de la guerre d’indépendance, Ferdinand VII fut déclaré se trouver dans un état d’aliénation transitoire, tandis que l’on nomma un Conseil de régence, dont à nouveau Císcar se fit membre, cette fois aux côtés de Cayetano Valdés et de Gaspar de Vigodet. La très éphémère Régence, qui n’exista que du 11 au 15 juin 1823, n’eut que le loisir d’arranger le transfert du roi vers Cadix, mesure qui de toute manière resta sans effet, puisque la ville sera bientôt assiégée, et devant l’impossibilité de résister, les Cortes n’eurent d’autre choix que de pactiser avec le roi. Après qu’il eut ainsi recouvré le pouvoir, Ferdinand VII fera fi de ses engagements et persécuta durement les libéraux. Císcar, informé par les chefs militaires français de sa condamnation à mort, put se sauver grâce à un simulacre d’arrestation manigancé par les Français, qui le conduisirent à un navire britannique, qui à son tour l’emporta le 7 octobre à Gibraltar.

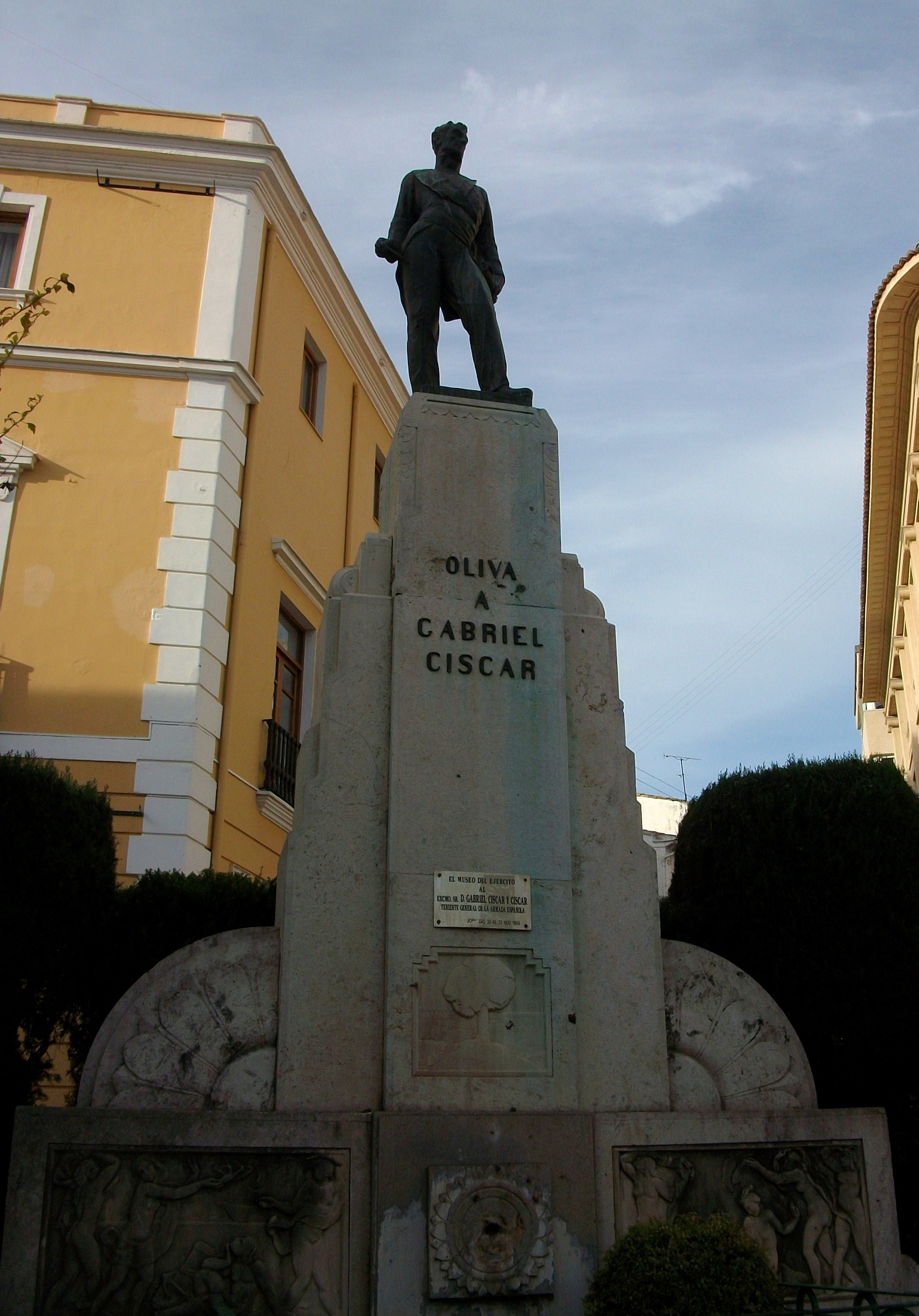
Monument à Gabriel Císcar dans sa ville natale d’Oliva.

De Gibraltar, Císcar entreprit plusieurs démarches, d’abord auprès des autorités militaires, puis auprès du roi lui-même, afin de solliciter — tout en assumant ses actes, motivés, dit-il,  par le sens du devoir — la permission de revenir en Espagne, mais sans obtenir de réponse. En mai 1824 une mesure d’amnistie fut finalement promulguée, mais Císcar, en tant qu’il avait été membre de la dernière Régence, en resta exclu. Une nouvelle requête introduite auprès de l’Audiencia de Séville eut pour seul résultat, le 20 avril 1825, de susciter une confirmation de sa condamnation à mort. Une modeste pension de 1000 réaux mensuels, octroyée par le duc de Wellington, avec qui il était resté en bons rapports depuis le traité de Valençay, est ce qui permit à Císcar d’assurer sa subsistance.
Au cours de cet ultime exil, ayant renoncé à la politique, Císcar fit paraître en 1825 des Ensayos poéticos et, trois ans plus tard, un Poema Físico-Astronómico, écrit sur un ton didactique, dans lequel il exposait les connaissances du moment en ces matières, en indiquant pour chacune d’elles la contribution des scientifiques les plus importants ; on y note par ailleurs son souci de créer un vocabulaire scientifique en espagnol, au détriment des termes français.
La réhabilitation ultérieure de sa mémoire donna lieu en 1860 à la translation de ses restes vers le Panthéon des marins illustres à San Fernando, près de Cadix.

## Œuvres
Gabriel Císcar, considéré comme le mathématicien espagnol le plus éminent de son époque, est l’auteur de plusieurs ouvrages dans son domaine de spécialité, mais aussi sur des sujets marins, ainsi que de quelques œuvres littéraires.
- Tratado de cosmografía para la instrucción de los Guardias Marinas (1796)
- Tratado de trigonometría esférica para la instrucción de los Guardias Marinas (1796)
- Memoria elemental sobre los nuevos pesos y medidas fundados en la naturaleza (1800)
- Apuntes sobre medidas, pesos y monedas, que pueden considerarse como una segunda parte de la Memoria Elemental
- Curso de Estudios Elementales de Marina, Tome Ier, comprenant le Tratado de Aritmética, et le Tomo IIe, comprenant le Tratado de Geometría.

## Source
- (es) Manuel Sellés, « Gabriel Císcar y Císcar (dans Diccionario Biográfico Español) », Madrid, Real Academia de la Historia, 2018 (consulté le 13 octobre 2019)

## Corrélats
- Espagne des Lumières
- Réformes bourboniennes